# Нечаев, Василий Васильевич (археолог)
Василий Васильевич Нечаев (19 июня 1861 — 13 сентября 1918, Москва, Российская империя) — русский археолог, архивариус, историк и москвовед.

## Биография
Родился 19 июня 1861 года. Поступил и окончил историко-филологический факультет МГУ, после окончания учёбы устроился на работу в Московский архив Министерства юстиции в должности архивариуса. Был известен в широких кругах как профессиональный историк, занимавшийся русской историей эпохи XVI—XVII веков. Научные интересы были сосредоточены по вопросам москвоведения.
Скончался 13 сентября 1918 года в Москве. Похоронен на 20-м участке Ваганьковского кладбища.